# 니시마스호촌
니시마스호촌(西増穂村)은 이시카와현 하쿠이군에 설치되었던 촌이다.